# 山川直人 (漫画家)
山川 直人（やまかわ なおと、1962年 - ）は、日本の漫画家。男性。

## 略歴
東京都立小石川高等学校卒業。高校時代より同人誌活動を行い、高校卒業後は産業カメラマンである父親の助手をしながら独学で漫画家を目指した。1988年、『シリーズ間借り人』（『ヤングチャンピオン』（秋田書店）連載）で雑誌デビュー。山川の作風は、現代を舞台としつつも、どこか四畳半フォーク時代を思わせるような生活模様や恋愛描写が多く見られ、脚本展開もオーソドックスなものから実験的なシュールなものまで幅広い。作画はスクリーントーンをあまり使わず、手描きのカケアミを全面に多用した綿密な描き込みによる版画の様な絵が非常に特徴的である。
また、商業誌で連載を持つメジャーの身でありながらも、一方では自費出版で作品を出し続けたり、同人誌の即売会に出展するなどの創作活動も定期的に行なっている。趣味は珈琲を淹れること。ボブ・ディランの大ファンでもあり、曲名を自身の作品のタイトル名にも使用している。好きな映画は『ナイトメアー・ビフォア・クリスマス』。

## 代表作

### 連載中
- 写真屋カフカ（ビッグコミックオリジナル増刊）
- フレデリック（漫画：望月ミネタロウ、ビッグコミックオリジナル）

### 連載終了・読み切り作品
- 手品師（ガロ 1989年8月号）
- 頭のいいネコ（ガロ 1989年10月号）
- うたかたの日々（ガロ 1990年8月号）
- 娼婦の部屋（ガロ 1993年6月号）
- コーヒーもう一杯（コミックビーム 2002年2月号、4月号 - 2009年4月号）
- ハモニカ文庫（まんがタイムファミリー 2008年3月号 - 2009年10月号）
- 道草日和（ビッグコミックオリジナル増刊 2009年 - 2014年）
- 澄江堂主人（コミックビーム 2010年1月号 - 2012年9月号）
- 小さな喫茶店（コミックビーム 2014年12月号 - 2018年5月号）
- エスパー修行（コミックビーム 2013年11月号　- 2014年1月号 短期集中連載）
- 贋札つかい（モーニング 2014年49号 読切）
- はなうたレコード（ウェブ平凡 2018年11月 - 2020年10月 ※無料配信）

## 単行本
- マンガ法律の抜け穴3 男と女のバトル編（1997年、自由国民社）
- イラスト六法シリーズ（イラスト、自由国民社）
- 『あかい他人』（1991年 秋田書店）
- 『ナルミさん愛してる』（2002年、少年画報社）
- 『口笛小曲集』（2005年、エンターブレイン）
- 『コーヒーもう一杯』（2005年-2009年、エンターブレイン、全5巻）
- 『ナルミさん愛してる その他の短篇』（2007年、エンターブレイン）
- 『地球の生活』（2008年、エンターブレイン）
- 『シアワセ行進曲』（2009年、エンターブレイン）
- 『ハモニカ文庫』（2010年、芳文社）
- 『あかい他人（全）』（2010年、エンターブレイン）
- 『澄江堂主人』（2010年-2012年、エンターブレイン、全3巻）
- 『道草日和』（2014年 小学館 ビッグコミックススペシャル）
- 『夜の太鼓』（2014年 エンターブレイン ※エスパー修行収録）
- 『写真屋カフカ（2015年 小学館 ビッグコミックススペシャル 既刊3巻）
- 『一杯の珈琲から シリーズ小さな喫茶店』KADOKAWA/エンターブレイン (2015/9/26) ISBN 978-4047306349
- 『日常の椅子―菅原克己の風景』ビレッジプレス (2016/04) ISBN 978-4894922075
- 『珈琲色に夜は更けて シリーズ 小さな喫茶店』KADOKAWA/エンターブレイン (2016/6/25) ISBN 978-4047341623
- 『珈琲桟敷の人々 シリーズ 小さな喫茶店』KADOKAWA (2017/4/24) ISBN 978-4047346444
- 『月と珈琲、電信柱 シリーズ 小さな喫茶店』KADOKAWA (2018/5/11) ISBN 978-4047351240
- 『ハモニカ文庫と詩の漫画』筑摩書房 (2018/9/11) ISBN 978-4480435460
- 『はなうたレコード』平凡社 (2021/5/27) ISBN 978-4582288285
- 他、自費出版作品